# Арутюнян, Донара Асканазовна
Донара Асканазовна Арутюнян — советский хозяйственный и политический деятель.

## Биография
Родилась в 1932 году в Гюмри. Член КПСС.
Окончила Ленинаканский государственный педагогический институт.
В 1953—1960 гг. — секретарь комитета комсомола Ленинаканского государственного педагогического института, второй, первый секретарь Ленинаканского горкома ЛКСМ Армении.
В 1960—1980 гг. — секретарь, второй секретарь Ленинаканского горкома КП Армении.
В 1980—1987 гг. — первый секретарь Ленинаканского горкома КП Армении.
В 1987—2010 гг. — проректор Ленинаканского государственного университета.
Избиралась депутатом Верховного Совета СССР 11-го созыва. Делегат XXVI и XXVII съездов КПСС.
Почётный гражданин Гюмри.
Живёт в Гюмри.

## Награды
- Орден Трудового Красного Знамени (дважды)